# Contribució a la crítica de l'economia política
Contribució a la crítica de l'economia política (alemany: Zur Kritik der Politischen Ökonomie) és un llibre de Karl Marx, publicat per primera vegada el 1859. El llibre és principalment una anàlisi del capitalisme i la teoria de la quantitat de diners, obtinguda criticant el escrits dels principals exponents teòrics del capitalisme en aquella època: es tracta dels economistes polítics, actualment sovint coneguts com a economistes clàssics, Adam Smith (1723–90) i David Ricardo (1772-1823), que són els principals representants del gènere.

## Significació
Gran part de la crítica la va incorporar més tard Marx en el seu magnum opus, El Capital, publicat el 1867, i es considera generalment la "Contribució a las crítica de l'economia política" d'importància secundària entre els escrits de Marx. Això no es pot dir, tanmateix, del prefaci de la crítica. Conté el primer relat coherent d'una de les principals teories de Marx: la concepció materialista de la història i el seu esquema de "base i superestructura" associats, que divideix el desenvolupament social humà en una "base" econòmica-tecnològica que determina les formes de la seva "Superestructura" político-ideològica. Breument, aquesta és la idea que els factors econòmics –la manera com les persones produeixen les necessitats de la vida– condicionen el tipus de política i d'ideologia que pot tenir una societat:
| « | La totalitat d'aquestes relacions de producció constitueixen l'estructura econòmica de la societat, el fonament real, sobre el qual sorgeix una superestructura legal i política i a la qual corresponen formes definitives de consciència social. El mode de producció de les condicions de vida materials és el procés general de la vida social, política i intel·lectual. | » |